# Der kleine Major Tom

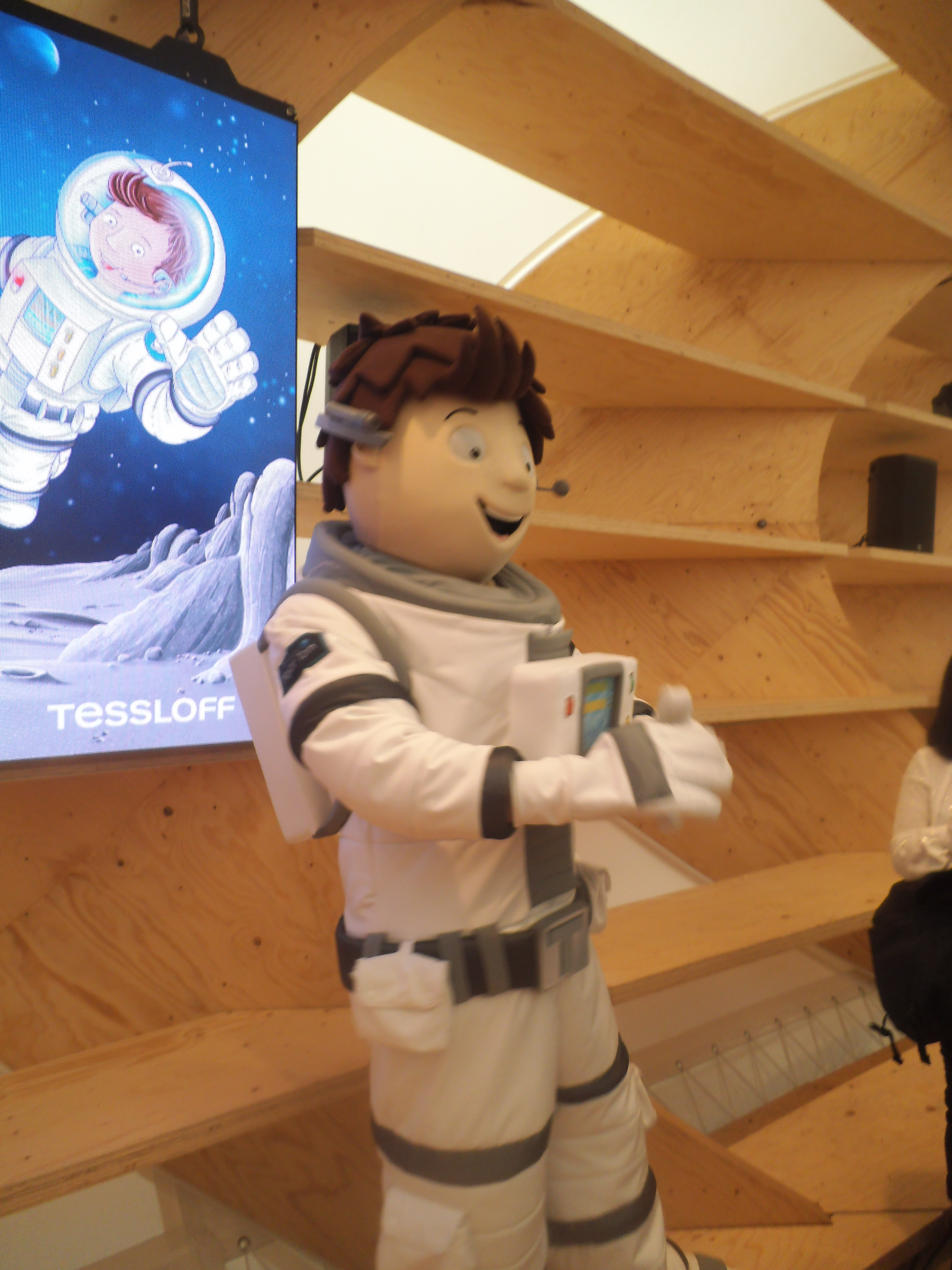
Der kleine Major Tom als belebte Figur auf der Frankfurter Buchmesse 2019

Der kleine Major Tom ist eine Kinderbuchreihe, die seit 2018 im Nürnberger Tessloff Verlag erscheint. In den Büchern wird mit Hilfe von Abenteuergeschichten Astronomie und Raumfahrt erklärt. Die Geschichten werden parallel zur Printversion auch als Hörspiel herausgegeben und spielen im Weltraum, auf der Erde, dem Mond, dem Mars und dem weiteren Sonnensystem. Des Weiteren gibt es Rätselhefte und ein Adventskalenderbuch, in dem es an jedem Dezembertag eine fortlaufende Geschichte mit offenem Ausgang gibt, sowie unter dem Reihentitel Space School Schulbücher, zum Beispiel zu den Themen Raumfahrt, Künstliche Intelligenz und Hightech-Materialien. Ein 3D-Druck-Modell der Figur des kleinen Major Tom flog im April 2018 mit der Rakete SpaceX-14 zur Raumstation ISS und verblieb dort bis Januar 2019. In dieser Zeit erlebte die Figur 3000 Erdumkreisungen.

## Beteiligte und Erscheinungstermine
Der Sänger Peter Schilling, der 1982 mit Major Tom (völlig losgelöst) einen Nummer-1-Hit hatte, ist der Ideengeber und Mitgestalter der Buchreihe. Peter Schilling war schon als Kind von der Raumfahrt begeistert. Autor der Bücher ist Bernd Flessner, die Illustrationen stammen von Stefan Lohr. Für die fachliche Beratung der Reihe ist Volker Kratzenberg-Annies zuständig, der Vorstandsbeauftrage für Nachwuchsförderung des Deutschen Zentrums für Luft- und Raumfahrt (DLR) ist. Für die grafische Gestaltung der Bücher sorgt Barbara Heinlein, ab dem fünften Band in Grundlayout und Entwicklung unterstützt von Uwe Herrlen. Lektorin ist Anja Kunze und für die Redaktion der Bände sind Silke Neubert und Hannah Fleßner zuständig.
Für den Tessloff Verlag, der seit 1961 die Jugendsachbuchreihe WAS IST WAS herausgibt, erfolgt mit den Büchern eine Neuausrichtung vom Sachbuch zum erzählenden Kinderbuch, in dem Wissensthemen erzählend vermittelt werden.
Am 1. März 2018 erschienen gleichzeitig die ersten vier Bände der Buchreihe. Die Serie wurde am 13. Juni 2018 mit den Bänden fünf und sechs fortgesetzt, am 1. Oktober 2018 erschienen die Bände sieben und acht, am 29. März 2019 der neunte, am 19. Juli 2019 der zehnte, am 30. März 2020 der elfte, am 19. Juni 2020 der zwölfte Band und am 25. Januar 2021 der dreizehnte Band, Die Wüste lebt, der den gleichen Titel trägt wie Schillings zweite Single aus dem Jahr 1983. Die Serie wurde am 28. Juni 2021 mit dem 14. Band (Abenteuer im brennenden Eis) fortgesetzt. Zwei weitere Bände erschienen 2022 und Band 17 2023. Die Titel einiger Bände entsprechen Liedtiteln von Peter Schilling: Band 1 entspricht Major Tom (völlig losgelöst), Band 13 entspricht Die Wüste lebt von Peter Schillings erstem Album Fehler im System, nach dem Band 16 benannt ist.
Im Carlsen Verlag erscheinen die gebundenen Ausgaben als Doppelbände im Taschenbuchformat. In der ersten Ausgabe wurden der erste und der zweite Band am 1. Oktober 2020 nachgedruckt.

## Bücher

### Band 1: Völlig losgelöst
Bernd Flessner, Peter Schilling, Stefan Lohr (Bilder): Völlig losgelöst. Band 1. Tessloff Verlag, Nürnberg 2018, ISBN 978-3-7886-4001-9. Als Hörspiel ISBN 978-3-7886-4101-6.
Der kleine Major Tom lebt auf der Raumstation Space Camp 1, welche die Erde umkreist. Mit ihm zusammen in der Raumstation leben sein Vater, der große Major Tom sowie Stella, die Freundin des kleinen Major Tom und die Roboterkatze Plutinchen.
Da der große Major Tom zu einem Reparatureinsatz auf dem Mars abberufen wird, verbleiben der kleine Major Tom, Stella und Plutinchen auf der Raumstation. Kaum ist der Vater abgeflogen, bekommen die Kinder den Auftrag, die Umlaufbahn der Raumstation zu ändern, um Weltraummüll auszuweichen. Dies gelingt. Ein Stück Weltraumschrott hat jedoch ein Sonnensegel der Station beschädigt. Mit einem Außenbordeinsatz müssen sie das Segel austauschen. Bei Stella löst sich dabei die Sicherheitsleine, sie wird jedoch von Plutinchen gerettet.
Wissenschaftliche Erklärungen:
- Raumstationen
- Nahrungsmittelversorgung auf dem Mars
- Weltraumschrott
- Energieversorgung von Raumstationen

### Band 2: Rückkehr zur Erde
Bernd Flessner, Peter Schilling, Stefan Lohr (Bilder): Rückkehr zur Erde. Band 2. Tessloff Verlag, Nürnberg 2018, ISBN 978-3-7886-4002-6. Als Hörspiel ISBN 978-3-7886-4102-3.
Der kleine Major Tom und Stella bekommen von der Bodenstation die Nachricht, dass ihnen ein neues kleines Raumschiff, Space Racer genannt, zur Verfügung gestellt wird. Beim Testen des Space Racers bekommen sie einen Anruf von ihrem früheren Schulfreund Daniel. Dieser fürchtet sich vor einer Sonnenfinsternis. Der kleine Major Tom und Stella bitten die Bodenstation, den Space Racer mit einer Landung auf der Erde weiter testen zu können. Nach der Genehmigung der Landung auf der Erde erklären sie Daniel die Sonnenfinsternis und nehmen ihn auf einen Testflug in die Atmosphäre mit, um ihm Lichtbrechungen in der Atmosphäre zu erklären. So können sie ihm erklären, warum die Erde als blauer Planet bezeichnet wird.
Auf dem Rückflug zu ihrer Raumstation werden die beiden von der Bodenkontrolle gebeten, an einem neuen Weltraumteleskop einen klemmenden Abdeckungsdeckel zu lösen. Dies gelingt mithilfe des Space Racers.
Wissenschaftliche Erklärungen:
- Koordinierte Weltzeit (UTC)
- Reibungshitze beim Wiedereintritt in eine Atmosphäre
- Deep Learning

### Band 3: Die Mondmission
Bernd Flessner, Peter Schilling, Stefan Lohr (Bilder): Die Mondmission. Band 3. Tessloff Verlag, Nürnberg 2018, ISBN 978-3-7886-4003-3. Als Hörspiel ISBN 978-3-7886-4103-0.
Ein Laserreflektor auf dem Mond, der zur Entfernungsmessung dient, muss gereinigt werden. Der kleine Major Tom und Stella bekommen den Auftrag, für die Reinigung zu sorgen. Auf dem Hinflug zum Mond müssen sie Meteoroiden ausweichen. Da ein kleiner Meteoroid den Space Racer getroffen hat, muss Plutinchen zu einem Außenbordeinsatz, um ein kleines Loch zuzukleben.
Auf dem Mond landen sie im Mare Tranquillitatis, in der Nähe des Landeplatzes von Apollo 11. Beinahe zertritt der kleine Major Tom einen Schuhabdruck von Neil Armstrong, wird aber von Stella im letzten Moment zur Seite gestoßen. Den Laserreflektor kann Plutinchen mit einer Bürste reinigen. Die Freunde schauen sich noch einen Mondkrater an und erleben ein Mondbeben. Sie fliegen zum Cayley-Hochland und leihen sich ein zurückgelassenes Lunar Roving Vehicle (LRV) vom Landeplatz von Apollo 16. Bei der Fahrt zu ihrem Space Racer versagen Bremsen und Steuerung des LRV, sie kommen aber zum Glück fünf Meter vor einem Zusammenprall mit dem Space Racer zum Stehen.
Wissenschaftliche Erklärungen:
- Lasergeräte zur Entfernungsmessung
- Die Monde des Sonnensystems
- Das Apollo-Programm

### Band 4: Kometengefahr
Bernd Flessner, Peter Schilling, Stefan Lohr (Bilder): Kometengefahr. Band 4. Tessloff Verlag, Nürnberg 2018, ISBN 978-3-7886-4004-0. Als Hörspiel ISBN 978-3-7886-4104-7.
Im Gewächshaus von Space Camp 1 gibt es ein Problem, der Salat verwelkt. Durch die Korrosion von Messfühlern wird ein falscher Feuchtigkeitswert übermittelt und die automatische Bewässerung gibt zu wenig Wasser ab. Das Problem wird erkannt, die Messfühler werden von Stella ausgetauscht. Der kleine Major Tom und Stella bekommen die Aufgabe, sich einen Kometen näher anzuschauen, welcher der Erde nahekommen könnte. Es werden Geschwindigkeit, Flugbahn und ungefähre Masse berechnet. Plutinchen landet auf dem Kometen. Der Komet bricht in zwei Teile, der größere der beiden Teile befindet sich auf Erdkurs. Es gelingt, mithilfe des Space Racers, den Kometen leicht von seiner Bahn abzubringen, sodass er keine Gefahr mehr für die Erde darstellt.
Wissenschaftliche Erklärungen:
- Gewächshäuser in der Raumfahrt am Beispiel des EDEN-ISS-Gewächshauses auf der Antarktisstation Neumayer III
- Kometen
- Auseinanderbrechen von Kometen am Beispiel des Kometen 3D/Biela

### Band 5: Gefährliche Reise zum Mars
Bernd Flessner, Peter Schilling, Stefan Lohr (Bilder): Gefährliche Reise zum Mars. Band 5. Tessloff Verlag, Nürnberg 2018, ISBN 978-3-7886-4005-7. Als Hörspiel ISBN 978-3-7886-4105-4.
Die Kinder bekommen den Auftrag, mit dem Space Racer zum Mars zu fliegen. Damit soll eine neue Wurmlochtechnologie ausprobiert werden. Ein Wurmloch wird erzeugt, durch das der Space Racer fliegen kann. Beim Austritt in der Nähe des Mars kommen sie zu nah beim Marsmond Phobos heraus, können einen Zusammenprall jedoch in letzter Minute abwenden. Als sie auf dem Mars landen, machen sie sich Sorgen, weil niemand von der Marsstation, auf der auch der Vater des kleinen Major Tom ist, sie begrüßt. Sie sind erleichtert, als sich herausstellt, dass dies daran liegt, dass ein Teil der Besatzung auf einem Außeneinsatz ist und der Rest sich um einen Stromausfall kümmern muss.
Auf dem Mars dürfen die Kinder mit einem Marsauto die Umgebung der Station erkunden. Als sie sich einen Eisbrocken ansehen wollen, bricht der Boden ein und sie landen in einer Höhle. Mit Hilfe von Plutinchen und einem Seil können sie sich aus der Höhle befreien und ein Stück des dortigen Eises mitnehmen. Der Fund hilft der Marsstation, eine neue Wasserquelle zu erschließen.
Wissenschaftliche Erklärungen:
- Einstein-Rosen-Brücken und Wurmlöcher
- Was passiert mit einem Apfel auf der Marsoberfläche?
- Jahreszeiten auf dem Mars
- Die Suche nach Leben auf dem Mars
- Die Marsmonde bei Jonathan Swifts Gullivers Reisen

### Band 6: Abenteuer auf dem Mars
Bernd Flessner, Peter Schilling, Stefan Lohr (Bilder): Abenteuer auf dem Mars. Band 6. Tessloff Verlag, Nürnberg 2018, ISBN 978-3-7886-4006-4. Als Hörspiel (2019) ISBN 978-3-7886-4106-1.
Auf dem Mars machen die Kinder einen Ausflug zum Yogifelsen, den der Mars-Rover Sojourner der Mars-Pathfinder-Mission 1997 untersucht hatte. Dort kommt ein Sandsturm auf. Der heftige Sandsturm wird überstanden. Danach besuchen die Kinder den Schildvulkan Olympus Mons, den höchsten Berg des Sonnensystems. Da der Untergrund beim Landen des Space Racers abrutscht, droht das Raumschiff in einen Krater zu stürzen. Die Kinder können den Absturz gerade noch aufhalten, indem sie den Space Racer mit Steinen befestigen. Doch auch die Steine halten das Raumschiff nicht lange auf. Durch einen Notstart befreien sie sich schließlich aus der gefährlichen Lage.
Auf dem Rückflug bekommen sie den Auftrag, im Kasei Valles nachzuschauen, dem größten Stromtal auf dem Mars. Dort stehen Automaten, mit denen Bodenproben entnommen werden können. Ein Bohrautomat steckt fest. Sie stellen fest, dass bei dieser Maschine der Akku leer ist. Mithilfe eines Hebels und Plutinchen schaffen sie es, den Bohrer manuell zu betreiben und die Bohrung so abzuschließen.
Wissenschaftliche Erklärungen:
- Roboterfahrzeuge auf dem Mars (Sojourner, Spirit, Opportunity, Curiosity)
- Sand- und Staubstürme auf dem Mars
- Erhöhte Strahlung auf dem Mars durch das Fehlen eines Magnetfeldes

### Band 7: Außer Kontrolle!
Bernd Flessner, Peter Schilling, Stefan Lohr (Bilder): Außer Kontrolle! Band 7. Tessloff Verlag, Nürnberg 2018, ISBN 978-3-7886-4007-1. Als Hörspiel (2019) ISBN 978-3-7886-4107-8.
Der kleine Major Tom, Stella und Plutinchen fliegen mithilfe eines erzeugten Wurmloches vom Mars zur Erde zurück, wo der Space Racer einer Wartung unterzogen werden soll. Marssand hat die Steuerung des Raumschiffs beschädigt, sodass die Landung auf der Erde schwierig wird. Die Kinder können eine Woche auf der Bodenstation verbringen, auf der Stellas Eltern arbeiten. Nach einer medizinischen Untersuchung der Kinder wird in einer Zentrifuge zur Erzeugung von künstlicher Schwerkraft ausprobiert, wie belastbar die Roboterkatze Plutinchen ist. Die Maximalgravitation von 10 beschädigt aber Plutinchens Software, so dass diese nur noch in surrealistischen Reimen sprechen kann. Bei einem Reset besteht die Gefahr, dass Plutinchen ihre Persönlichkeit verliert. Der kleine Major Tom riskiert den Reset. Zum Glück hat die Persönlichkeit von Plutinchen nach dem Neustart keine Schäden beibehalten. Bei einem Ausflug mit einem Hubschrauber erkunden der kleine Major Tom, Stella und Plutinchen wie Regen entsteht.
Wissenschaftliche Erklärungen:
- Sport bei geringer Schwerkraft
- Künstliche Intelligenz
- Regen

### Band 8: Verloren im Regenwald
Bernd Flessner, Peter Schilling, Stefan Lohr (Bilder): Verloren im Regenwald. Band 8. Tessloff Verlag, Nürnberg 2018, ISBN 978-3-7886-4008-8. Als Hörspiel (2019) ISBN 978-3-7886-4108-5.
Der Space Racer ist gewartet und repariert. Der kleine Major Tom, Stella und Plutinchen müssen, bevor sie zu ihrer Raumstation zurückkehren können, erst Testflüge mit ihm absolvieren. Tom trifft seine Mutter wieder, die bei der Weltraumagentur arbeitet, aber auf einer Dienstreise gewesen war. Zuerst besuchen die Kinder ihren Freund Daniel. Dieser muss eine Hausarbeit über den tropischen Regenwald schreiben. Als Testflug nehmen die Kinder Daniel mit nach Brasilien, um ihm den Regenwald zu zeigen. Dort landen sie auf einer Lichtung, bestaunen Tier- und Pflanzenwelt und werden durch eine Große Anakonda bedroht. Daniel verirrt sich und sie müssen ihn suchen. Sie stürzen bei der Suche einen Abhang hinunter und finden Daniel in einem Erdloch, aus dem er sich nicht befreien kann. Stella durchtrennt eine Wurzel und hilft Daniel aus dem Loch. An Lianen hangeln sie sich zurück zum Space Racer.
Wissenschaftliche Erklärungen:
- Jaguare
- Anakondas
- Lianen
- Regenwaldabholzung

### Band 9: Im Bann des Jupiters
Bernd Flessner, Peter Schilling, Stefan Lohr (Bilder): Im Bann des Jupiters. Band 9. Tessloff Verlag, Nürnberg 2019, ISBN 978-3-7886-4009-5. Als Hörspiel (2020) ISBN 978-3-7886-4221-1.
Die Toilette ist auf der Raumstation Space Camp 1 kaputt, kann aber von Plutinchen repariert werden. Die Kinder bekommen von der Erde den Auftrag, ein neues Wurmloch beim Planeten Jupiter zu testen. Weil der kleine Major Tom und Stella vom Anblick des Jupiters begeistert sind, verpassen sie den Zeitpunkt der Rückkehr und müssen zehn Stunden warten, bis das Wurmloch wieder aufgebaut werden kann. Sie nutzen die Zeit und erkunden die Monde Kallisto und Europa. Nach einer Landung auf Europa versuchen sie mithilfe von Plutinchen eine Wasserprobe des Europa-Ozeans zu bekommen, ein Geysir zwingt sie jedoch zu einem Notstart.

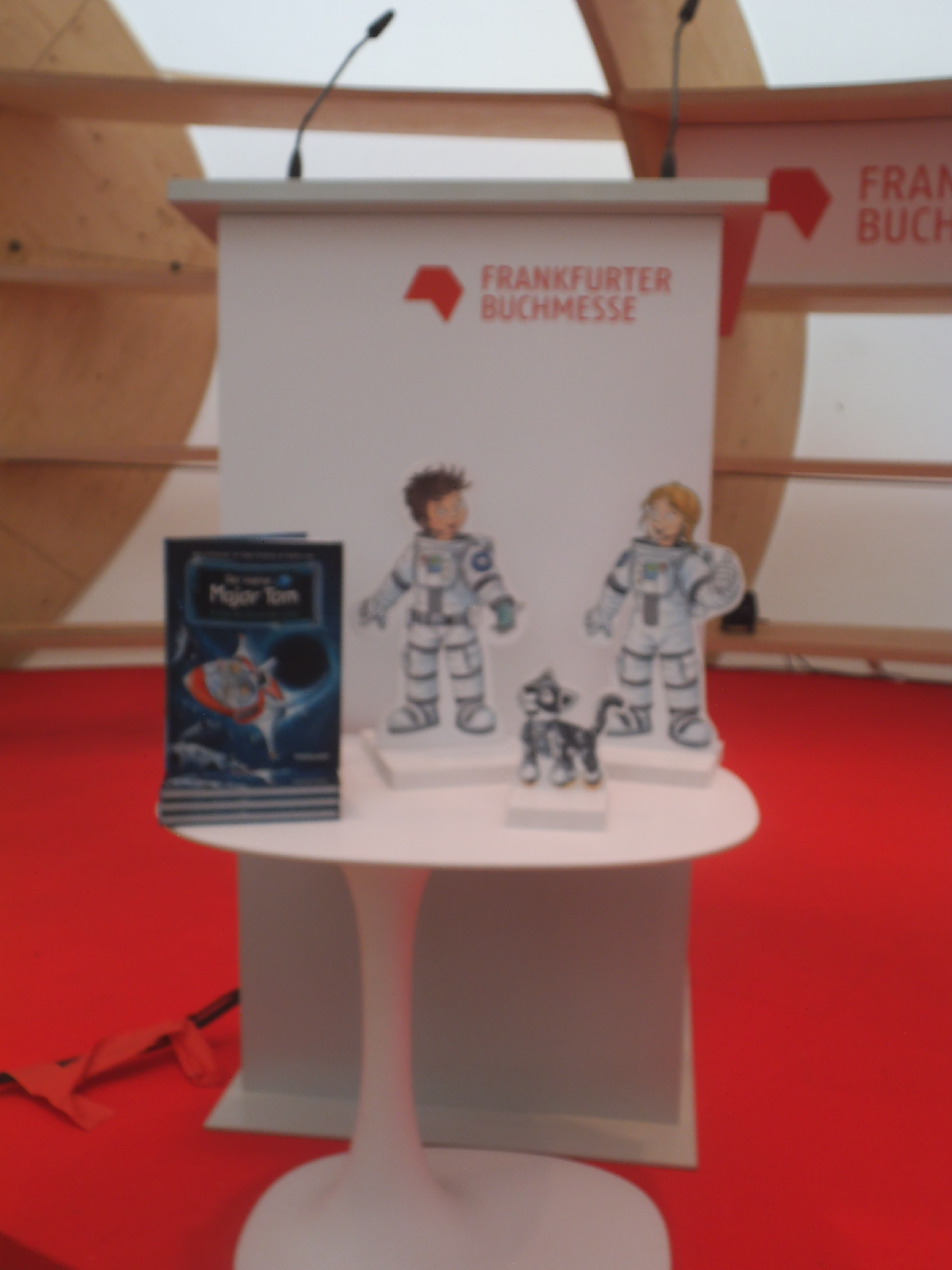
Aufsteller mit Band 10 bei einer Lesung von Bernd Flessner auf der Frankfurter Buchmesse 2019

Wissenschaftliche Erklärungen:
- Toiletten auf Raumstationen
- Der Jupiter und seine Monde
- Der Jupitermond Io

### Band 10: Im Sog des schwarzen Lochs
Bernd Flessner, Peter Schilling, Stefan Lohr (Bilder): Im Sog des schwarzen Lochs. Band 10. Tessloff Verlag, Nürnberg 2019, ISBN 978-3-7886-4010-1.
Auf dem Rückflug vom Jupiter bringt das Wurmloch den Space Racer nicht zurück zum Space Camp 1, sondern 3500 Lichtjahre weit weg vom Sonnensystem in die Nähe eines Schwarzen Lochs. Stella möchte sich das Schwarze Loch näher ansehen, wegen eines Fehlers der Steuerungssoftware kommen sie dem Schwarzen Loch jedoch zu nahe. Plutinchen kann den Softwarefehler beheben und sie schaffen es gerade noch rechtzeitig, sich von der Anziehungskraft des schwarzen Loches zu befreien. Das Wurmloch erscheint erneut und bringt sie zurück zu Space Camp 1.
Wissenschaftliche Erklärungen:
- Schwarze Löcher
- Sagittarius A*
- 1I/ʻOumuamua
- Außerirdisches Leben
- Exoplaneten
- Lichtjahre

### Band 11: Wer rettet Ming und Hu?
Bernd Flessner, Peter Schilling, Stefan Lohr (Bilder): Wer rettet Ming und Hu? Band 11. Tessloff Verlag, Nürnberg 2020, ISBN 978-3-7886-4011-8.
Die Internationale Raumstation (ISS) ist von Weltraummüll getroffen worden. Tom und Stella bekommen den Auftrag, zwei Astronauten aus der ISS abzuholen. Zu ihrer Überraschung sind die Astronauten ebenfalls Kinder. Es handelt sich um Kinder chinesischer Besatzungsmitglieder, sie sind also Taikonauten. Die Roboterkatze Plutinchen freundet sich mit dem Robotertier der Taikonauten an, einem Großen Panda mit dem Namen Nèng Nèng. In der ISS hat der Weltraummüll Lecks verursacht, die von einem verbliebenen Team nicht repariert werden können. Die Kinder helfen, da ihre kleinen Robotertiere besser an die Lecks herankommen. Eines der Lecks kann nur über das Labormodul erreicht werden. Im Labormodul ist ein Säurebehälter geplatzt. Die Säure gefährdet Stella und Plutinchen beim Stopfen des Lecks, sie schaffen es jedoch, das Problem zu beheben.
Wissenschaftliche Erklärungen:
- Unterschiedliche Bezeichnungen für Raumfahrer
- Anbau von Tomaten
- Chinesische Namen
- Roboterarme wie Canadarm2
- Hühnerfüße

### Band 12: Plutinchen in Gefahr
Bernd Flessner, Peter Schilling, Stefan Lohr (Bilder): Plutinchen in Gefahr. Band 12. Tessloff Verlag, Nürnberg 2020, ISBN 978-3-7886-4012-5.
Ein neues Robotertier soll von Stella und Tom getestet werden. Es stellt sich heraus, dass der Roboterhund Yuki der Roboterkatze Plutinchen überlegen ist, mit unter anderem einer stärkeren Energiequelle und verbesserter Sensorik. Die Kinder befürchten, dass ihr geliebte Plutinchen durch einen Roboterhund ersetzt wird. Zum Test soll ein angebliches Leck in einem Wohnmodul repariert werden. Bei der Übung stellt sich heraus, dass sich wegen eines tatsächlich fehlerhaften Programms das abgekoppelte Modul von der Raumstation Space Camp 1 entfernt. Yuki versucht dem durch Gegenschub entgegenzuwirken und übernimmt sich dabei. Plutinchen findet eine Lösung – durch ihre künstliche Intelligenz konnte sie sich auf ihre Erfahrungen verlassen. Plutinchen darf deshalb bei den Kindern bleiben, die darüber sehr froh sind.
Wissenschaftliche Erklärungen:
- Roboterhunde mit den Beispielen Sparko (Hund von Elektro) und Aibo
- Künstliche Intelligenz
- Algorithmen
- Leitwerke

### Band 13: Die Wüste lebt
Bernd Flessner, Peter Schilling, Stefan Lohr (Bilder): Die Wüste lebt. Band 13. Tessloff Verlag, Nürnberg 2021, ISBN 978-3-7886-4013-2.
Stella und Tom sind auf der Bodenstation auf der Erde, weil ihr Space Racer überholt werden muss. Sie bekommen mit, dass in einer Wüste zwei Drohnen verschollen sind. Diese sollen geborgen werden. Sie werden, begleitet von der Roboterkatze Plutinchen, damit beauftragt, die Drohnen zu suchen. Mit einem Luftschiff fliegen sie in die Wüste, in der sie mit Problemen zu kämpfen haben. Die Methan-Hülle ihres Luftschiffs reißt an einer Felsnadel auf. Ihnen gelingt das Flicken des Risses. Sie geraten in ein Gewitter und sie schaffen es, das Gewitter zu überfliegen. Nachdem sie die Drohnen gefunden haben, erkunden sie die Wüste.
Wissenschaftliche Erklärungen:
- Die Ersterwähnung von Drohnen im Roman Das erstaunliche Abenteuer der Expedition Barsac aus dem Jahr 1919 (dort Wespen genannt)
- Die ersten Luftschiffe an den Beispielen von Henri Giffard 1852 und La France 1884
- Forschungsluftschiffe
- Wüstenflora
- Bäume in Wüsten

### Band 14: Abenteuer im brennenden Eis
Bernd Flessner, Peter Schilling, Stefan Lohr (Bilder): Abenteuer im brennenden Eis. Band 14. Tessloff Verlag, Nürnberg 2021, ISBN 978-3-7886-4014-9.
Auf dem Rückflug mit dem Luftschiff von ihrem Wüstenabenteuer erhalten Tom und Stella den Auftrag, einen prognostizierten Ausbruch des isländischen Vulkans Bárðarbunga aus der Nähe zu dokumentieren, da Satellitenaufnahmen wegen Aschewolken erschwert werden. In der Nähe des Vulkans geraten sie in Ascheregen und müssen landen, um die Elektromotoren zu reinigen. Dabei werden sie von Lavabomben beschossen und ein Lavastrom bewegt sich in ihre Richtung. Sie schaffen es in letzter Sekunde das Luftschiff flugtauglich zu bekommen.
Wissenschaftliche Erklärungen:
- Geysire
- Besuch der LZ 127 auf Island
- Ausbruch des Eyjafjallajökull 2010
- Geschichte Islands
- Lavabomben
- Lava

### Band 15: SOS im Venusnebel
Bernd Flessner, Peter Schilling, Stefan Lohr (Bilder): SOS im Venusnebel. Band 15. Tessloff Verlag, Nürnberg 2022, ISBN 978-3-7886-4215-0.
Stella und der kleine Major Tom erhalten den Auftrag, eine neue Forschungsstation in der Atmosphäre der Venus zu überprüfen. Diese besteht aus einem Basisluftschiff mit einem Forschungslabor sowie zwei kleineren Luftschiffen. Diese befinden sich über der Venusobferläche auf einer Höhe von 45 Kilometern, in einer ruhigen Luftschicht mit einer angenehmen Temperatur. Eines der Luftschiffe hat einen Defekt und ist vom Kurs abgekommen. Beim Versuch der Reparatur geraten die Kinder erst in tiefere Luftschichten, die sehr heiß sind, und dann auch in höhere Luftschichten, die aus Schwefelsäurewolken bestehen. Es stellt sich heraus, dass das Höhenruder sich nicht richtig bewegen kann und eine Sonde defekt ist. Mithilfe von Plutinchen können die Fehler behoben werden.
Wissenschaftliche Erklärungen:
- Neith
- Retrograde Rotation der Venus
- Superrotation
- Die Oberfläche der Venus

### Band 16: Fehler im System
Bernd Flessner, Peter Schilling, Stefan Lohr (Bilder): Fehler im System. Band 16. Tessloff Verlag, Nürnberg 2022, ISBN 978-3-7886-4216-7.
Auf dem Rückflug von der Venus fällt ihnen auf, dass die Befestigung des Hitzeschildes defekt ist, deshalb können sie nicht auf der Erde landen. Der Rückflug geht anstatt dessen zum Mond, auf dem Toms Vater auf der Mondstation Dienst hat. In der Mondstation tauchen viele Hologramme vom kleinen Major Tom, Stella, Plutinchen und ihren chinesischen Freunden auf, welche ein Treffen mit ihren Freunde unmöglich machen. Es stellt sich heraus, dass es sich um einen Programmdefekt eines Holografieprojektors handelte.
Wissenschaftliche Erklärungen:
- Fake News
- Realistätsverdoppelung
- Wasser auf dem Mond

### Band 17: Rettungsmission zum Pluto
Bernd Flessner, Peter Schilling, Stefan Lohr (Bilder): Rettungsmission zum Pluto. Band 17. Tessloff Verlag, Nürnberg 2023, ISBN 978-3-7886-4217-4.
Der kleine Major Tom, Stella und Plutinchen sitzen wegen der Reparatur ihres Space Racers immer noch auf dem Mond fest. Es kommt die Nachricht herein, dass die Raumsonde Venetia, welche denn Zwergplaneten Pluto erforschen soll, ihre Umlaufbahn verfehlt hat. Nur der Space Racer ist klein genug, ein Wurmloch zu nutzen, um in kurzer Zeit beim Pluto zu sein. Nachdem der Space Racer repariert ist, machen sich die drei auf den Weg zum Pluto, um zu schauen, was mit der Sonde nicht stimmt. Sowohl auf Pluto als auch auf in der Nähe der Monde des Pluto können sie die Sonde nicht finden, die Sonde scheint auch nicht mehr kommunizieren zu können. Auf der Plutooberfläche bleibt Stella auf einem Eisfeld stecken und kommt nicht mehr von der Stelle, während der Akku ihres Raumanzuges schwächer wird und nicht mehr richtig heizen kann. Plutinchen rettet Stella und sie schaffen es noch rechtzeitig in den Space Racer, bevor sie erfrieren. Die Sonde finden sie auf dem Weg in den Kuipergürtel. Sie war durch eine Kollision beschädigt. Plutinchen schafft es, die Sonde zu reparieren.
Wissenschaftliche Erklärungen:
- Neudefinition des Pluto
- New Horizons
- Kuipergürtel

### Band 18: Geheimnis in der Tiefe
Bernd Flessner, Peter Schilling, Stefan Lohr (Bilder): Geheimnis in der Tiefe. Band 18. Tessloff Verlag, Nürnberg 2023, ISBN 978-3-7886-4218-1.
Der Space Racer erhält eine Generalüberholung und steht nicht zur Verfügung. Der kleine Major Tom, Stella und Plutinchen können in der Zeit ein neuartiges Superkavitations-U-Boot ausprobieren, das Unterwassergeschwindigkeiten von mehr als 1000 km/h erreichen kann. Sie bekommen den Auftrag, Lokis Schloss aufzusuchen, um dort Fotos zu schießen und Wasserproben zu nehmen. Lokis Schloss ist eine Formation von Schwarzen Rauchern. Dies ist nicht einfach wegen der hohen Temperatur der Raucher. Mithilfe des Superkatitations-Antriebs gelingt es ihnen. Da noch genügend Zeit ist, fahren sie mit dem U-Boot zum Wrack der Titanic. Die Titanic-Reste sind inzwischen großflächig von Rusticles überzogen. Sie werden durch eine losgelöste Stahlstrebe eingeklemmt, aber Plutinchen kann sie retten.
Wissenschaftliche Erklärungen:
- Kavitation
- JUICE
- Löschfunkensender, Radio Act of 1912
- Schwarze Raucher

### Band 19: Die Dinos greifen an!
Bernd Flessner, Peter Schilling, Stefan Lohr (Bilder): Die Dinos greifen an! Band 19. Tessloff Verlag, Nürnberg 2024, ISBN 978-3-7886-4219-8.
Der Space Racer ist endlich repariert worden. Der kleine Major Tom, Stella und Plutinchen unternehmen einen Testflug zum Chicxulub-Krater. Dort angekommen werden sie von Dinosauriern überrascht sowie davon, dass ein sehr großer Asteroid sich ihrem Standort nähert. Es stellt sich jedoch heraus, dass dies alles eine Überraschung ihrer Eltern ist, welche ihnen neue Holoprojektionen vorführen möchten. Sie entdecken auch frische Dinosaurier-Fußspuren. Bei denen stellt sich heraus, dass sich ein Junge aus einem nahe gelegenen Dorf mit Stelzen einen Spaß erlaubt hat.
Wissenschaftliche Erklärungen:
- Asteroideneinschlag vor 66 Millionen Jahren
- Maniraptora
- Tyrannosaurus rex
- Tristan Otto
- Hologramme

## Hörspiele
Die einzelnen Bände erscheinen auch als Hörspiele, die ersten vier Geschichten am 5. Oktober 2018, die Geschichten fünf und sechs am 29. März 2019 sowie die Geschichten sieben und acht am 29. Oktober 2019 und neun am 10. April 2020. Die CDs werden ebenfalls beim Tessloff Verlag veröffentlicht, zusammen mit Universal Music.
Erzähler bei den Hörspielen ist Jürgen Heimüller, der auch dem Bordcomputer seine Stimme leiht. Der kleine Major Tom wird von Helwig Arenz gesprochen, Stella von Christin Wehner, die Roboterkatze Plutinchen von Petra Nacke, die auch Regie führt, Produktionsleiterin der Hörspiele und zusammen mit Gerhard Grell für das Sound Design verantwortlich ist. Der große Major Tom wird von Peter Schilling selber gesprochen.
Die Hörspiele werden im „highstreet tonstudio“ in Nürnberg aufgenommen. Als Bonustrack erhalten alle Hörspiel-CDs Peter Schillings Lied Major Tom (völlig losgelöst).

## Film
Der 3D-Animationsfilm Der kleine Major Tom: Aufbruch ins Ungewisse ist seit April 2023 in ausgewählten Planetarien zu sehen. Der Film kann in 360-Grad-Fulldome-Technologie an die Kuppeln von Planetarien produziert werden. Die Premiere des Films von Regisseur Peter Popp fand im Planetarium der Experimenta Heilbronn statt. Zu sehen ist der Film weiterhin in der Experimenta Heilbronn, sowie im Sparkassen-Planetarium Augsburg, im Nicolaus-Copernicus-Planetarium in Nürnberg, im Planetarium Hamburg und im Mediendom der Fachhochschule Kiel.